# A Higher Love
A Higher Love is een nummer van de Nederlandse DJ Jurgen uit 2008.
Het nummer betekende de comeback van DJ Jurgen na een pauze van zes jaar. Het haalde een bescheiden 34e positie in de Nederlandse Top 40.